# Église protestante de Westphalie
L’Église protestante de Westphalie (allemand : Evangelische Kirche von Westfalen, EKvW) est une Église protestante présente dans le land allemand de Rhénanie-du-Nord-Westphalie.
Le EKvW est une église unie (luthéro-réformée) et est membre de l’Église protestante en Allemagne (EKD) et de l’Alliance réformée allemande. Elle est aussi membre de la Communauté des Églises Protestantes en Europe. 

## Histoire
À partir de 1524, la Réforme se répandit dans le territoire de Westphalie, particulièrement dans les villes. Outre les congrégations luthériennes, quelques communautés réformées ont également vu le jour. 
Le territoire de l’Église protestante de Westphalie est constitué d’une variété de territoires indépendants avant 1800 qui ont changé de frontières à plusieurs reprises au cours de l’histoire et où, pour la plupart, la Réforme avait été très tôt introduite. La majorité du territoire était composé de 4 parties : l’Électorat de Cologne (avec le duché de Westphalie et le Vest Recklinghausen, ), les évêchés de Münster, de Paderborn et de Minden, le comté de La Marck (qui passe à la Réforme dès 1524), le comté de Ravensberg (qui passe à la Réforme dès 1541) et le comté de Nassau-Siegen. Les territoires ecclésiastiques sont restés catholiques à l’exception de Minden au XVIe siècle, tandis que dans la plupart des dominions séculiers, la foi protestante a prévalu. La doctrine luthérienne était majoritaire, mais il y eut aussi des zones aussi réformées, en particulier le pays de Siegen, le comté de Wittgenstein et le comté de Tecklenburg. Un rôle déterminant dans le succès de la Réforme a été l’influence des grandes villes sur le pays environnant ; c’est le cas par exemple de Minden, Herford, Soest et Dortmund.
Les territoires de la Mark, Ravensberg et Minden sont revenus au XVIIe siècle au Brandebourg-Prusse Prusse, puis le Tecklenburg au royaume de Prusse XVIIIe siècle, d’autres régions ont encore été rattachées à la Prusse par le recès d'Empire en 1803 puis par le Congrès de Vienne en 1815. La Prusse a alors formé à partir de ces territoires la province de Westphalie avec Münster pour capitale. Les structures administratives ecclésiastiques de la province de Westphalie ont émergé parallèlement à ces regroupements politiques. Le consistoire de Münster a été établi en tant qu’autorité administrative centrale de l’Église centrale. En raison du régime de gouvernement seigneurial des églises en vigueur dans tout le Saint-Empire, le roi de Prusse était le summus episcopus, donc le chef des églises protestantes sur tous les territoires prussiens et donc aussi dans la province ecclésiastique de Westphalie. En 1817, à l’occasion du tricentenaire de la Réforme, le roi Frédéric Guillaume III   appela à une union des paroisses luthériennes et réformées au sein d’une même église, avec une liturgie commune, sans toutefois avoir à réviser leur théologie. L’appel a été largement reçu ; dans de nombreux endroits, les paroisses réformées et luthériennes se sont jointes à l’Église protestante de l'Union prussienne. Toutefois la tentative ne réussit pas partout. En 1819, le premier synode de Westphalie se réunit à Lippstadt.  
Le 5 mars 1835, l’église provinciale de Westphalie obtint, en même temps que l’Église protestante de Rhénanie, une organisation d’église presbytérienne-synodale. Ce règlement fut suivi en 1855 par trois « clauses d’engagement », qui décrivaient l’interaction et la coexistence des paroisses luthériennes, réformées et protestantes unies.
Après la fin de la Première Guerre mondiale, avec la fin de la monarchie et du régime de gouvernement seigneurial des églises, l’église d’État prussienne a transformé sa gouvernance en conséquence. La « charte constitutionnelle de l’Église protestante de l’Ancienne Prusse » de 1922 a mis en place une direction de l’église nationale par son synode général et par son Sénat ecclésiastique. Pour l’Église provinciale de Westphalie, un synode provincial et le bureau exécutif provincial avaient désormais le pouvoir de gouvernance. Une révision correspondante du règlement de l’église fut votée le 6 novembre 1923 ; il est entré en vigueur le 1er décembre 1924.
Pendant la période du national-socialisme, l’église provinciale de Westphalie était considérée comme l’une des rares « églises intactes » dans lesquelles les « chrétiens allemands » (pronazis) ne purent acquérir une influence déterminante, malgré un bref épisode où le chrétien allemand Bruno Adler fut évêque à Münster.
Après la Seconde Guerre mondiale et la dissolution de l’État de Prusse en 1947, les six anciennes provinces ecclésiastiques d’Allemagne de l’Ouest devinrent des « Églises d’état » indépendantes. Toutes ont rejoint en 1947 l’Église protestante en Allemagne ou EKD. L’église provinciale de Westphalie prit le nom d’« Église protestante de Westphalie » le 13 juin 1945. Une nouvelle discipline fut adoptée le 1er décembre 1953. Les trois anciens bureaux supérieurs de l’église provinciale étaient maintenant regroupés dans le bureau du président (Praeses) ; le premier titulaire du poste fut Karl Koch, qui avait déjà été de 1927 à 1934 président du conseil provincial et en 1934-1945 président du synode confessant. Le consistoire a été déplacé de Münster à Bielefeld ; en tant que nouveau nom, on a choisi « Landeskirchenamt ». Pour cela, un nouveau bâtiment a été érigé sur la place de l’église de la vieille ville à Bielefeld, qui a été inaugurée le 26 avril 1956.
À partir de 1964, les femmes peuvent être ordonnées comme « pasteurs » et détentrices de pasteurs, mais elles sont obligées de devenir célibataires. L’égalité juridique complète avec ses collègues masculins, ils ont atteint en 1974.
La bénédiction des couples de même sexe a été autorisée en 2013 dans l’Église protestante de Westphalie.

## Effectifs
L’Église protestante de Westphalie compte 2 150 027 membres (2019) répartis dans environ 490 paroisses. Cela représente 27,2 % de la population de la région.

## Direction
N’étant pas dirigée par un évêque, cette église ne comporte pas de cathédrale. Son Praeses (allemand : Präses, président d’une église) était Annette Kurschus de 2011 à 2023. Annette Kurschus a été la première femme à accéder à la présidence de l’Église protestante de Westphalie.

Le siège de l’Église protestante de Westphalie est à Bielefeld.

## Adhésions
L’Église protestante de Westphalie n’a jamais demandé à faire partie du Conseil œcuménique des Églises. Elle en est cependant membre au travers de l’Église protestante en Allemagne.